# آمیت روهیداس
آمیت روهیداس (انگلیسی: Amit Rohidas؛ زادهٔ ۱۰ مهٔ ۱۹۹۳) بازیکن هاکی روی چمن اهل هند است.